# Euphorbia lasiocarpa
Euphorbia lasiocarpa är en törelväxtart som beskrevs av Johann Friedrich Klotzsch. Euphorbia lasiocarpa ingår i släktet törlar, och familjen törelväxter. Inga underarter finns listade i Catalogue of Life.